# 伊丽莎白·帕特里克
伊丽莎白·帕特里克（英語：Elizabeth Patrick，1985年3月2日—），澳大利亚女子赛艇运动员。她曾代表澳大利亚参加世界赛艇锦标赛，获得一枚金牌和一枚铜牌。她也曾参加2008年和2012年夏季奥运会。